# Armando Bernabiti
Armando Bernabiti (Crevalcore, 4 marzo 1900 – Crevalcore, 4 marzo 1970) è stato un architetto italiano, protagonista di rilievo della scena architettonica nelle isole greche del Dodecaneso durante il dominio italiano.

## Biografia
Armando Bernabiti nacque a Crevalcore, in provincia di Bologna, nel 1900. Dopo aver conseguito nel 1922 la licenza in disegno architettonico presso l'Accademia di Belle Arti di Bologna, lavorò nel 1924 in Francia e poi a Roma all'Istituto Case Popolari.
Assunto a Rodi nel 1927 nell'Ufficio Architettura della Direzione OO.PP. del Dodecaneso, in coppia con Rodolfo Petracco operò a stretto contatto con il governatore del Possedimento Mario Lago, progettando una impressionante quantità di edifici pubblici e privati. I suoi lavori più significativi sono a Rodi (Terme di Calitea, Teatro Puccini, Istituto di biologia marina - acquario, Stabilimento balneare la Ronda, Chiesa di S. Francesco, Casa Littoria), a Coo ricostruita dopo il terremoto del 1933 (Asilo Infantile, Casa del Fascio, Casa del Balilla, Sinagoga, villa Brunetti) e nella città di nuova fondazione di Portolago, accanto alla base militare sull'isola di Lero (Albergo Roma, Cinema teatro, Municipio, Casa del Balilla, Case per ufficiali e sottufficiali). Assieme a Rodolfo Petracco propose «opere eccellenti 'stile Novecento', mediato da canoni razionalisti», lavori di alta qualità e dotati di caratteri specifici non sempre riconducibili al modello di architettura coloniale.
Morì nel suo paese natale nel 1970.

## Opere realizzate
Rodi (Isola di Rodi):
- Casa del Balilla (1928 - 1932);
- Terme di Calitea (1929 - completate dall'architetto Pietro Lombardi);
- Tiro a volo (1931 - 1932);
- Istituto biologico marino (1934);
- Stabilimento balneare "La ronda" (1935);
- Cattedrale di San Francesco d'Assisi (1936 - 1939);
- Teatro Giacomo Puccini (1937);
- Sede federale del Fascio (1937).

Portolago (ora Lakki - Isola di Leros):
- Casa del Balilla (1933);
- Municipio e Casa del Fascio (1935 - 1938);
- Cinema - Teatro - Albergo Roma (1936 - 1938);
- Chiesa di San Francesco (ora San Nicola) (1935 - 1939).

Coo (Isola di Coo):
- Casa del Fascio (1934 - 1935);
- Casa del Balilla (1934 - 1936).

Opere selezionate
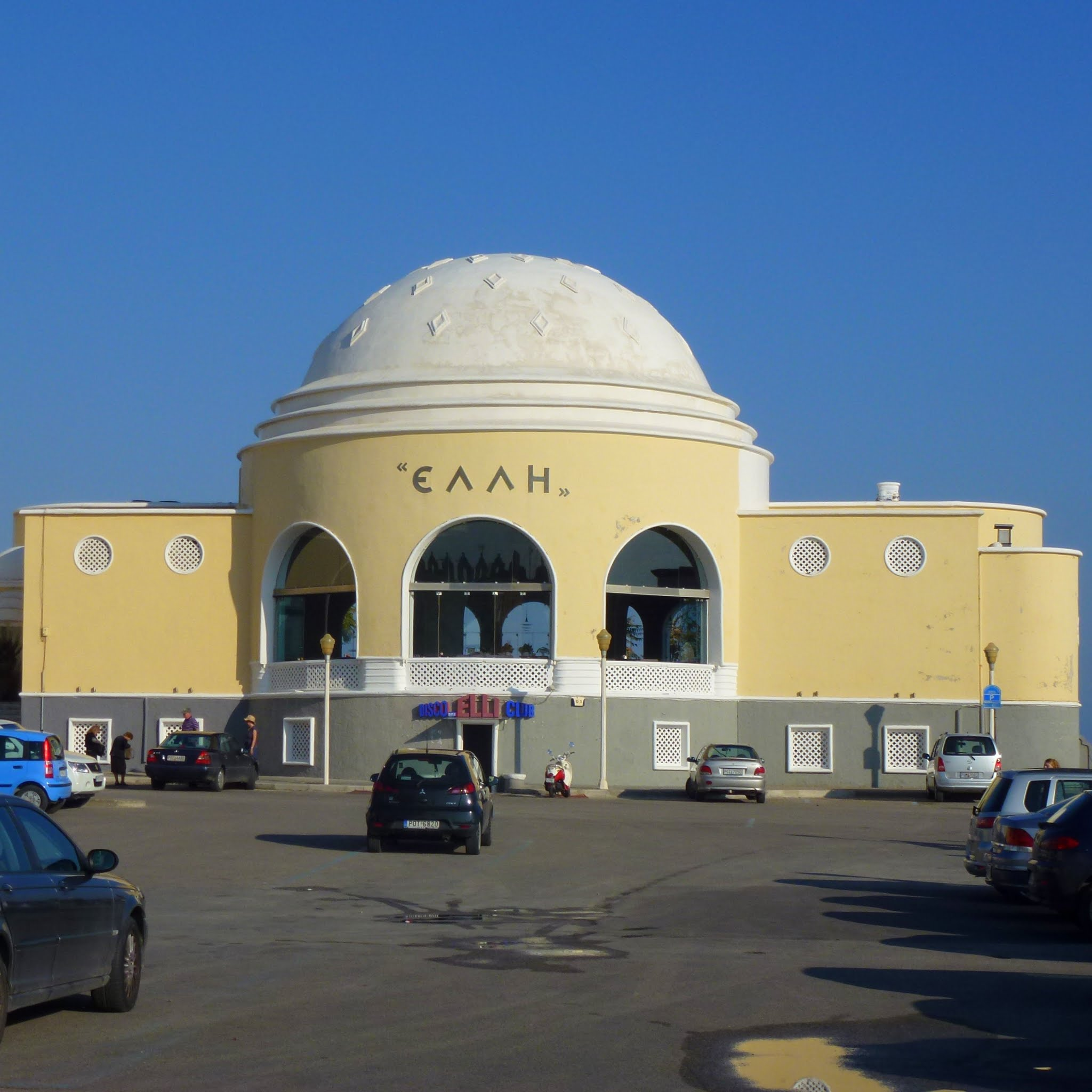
Rodi, La Ronda
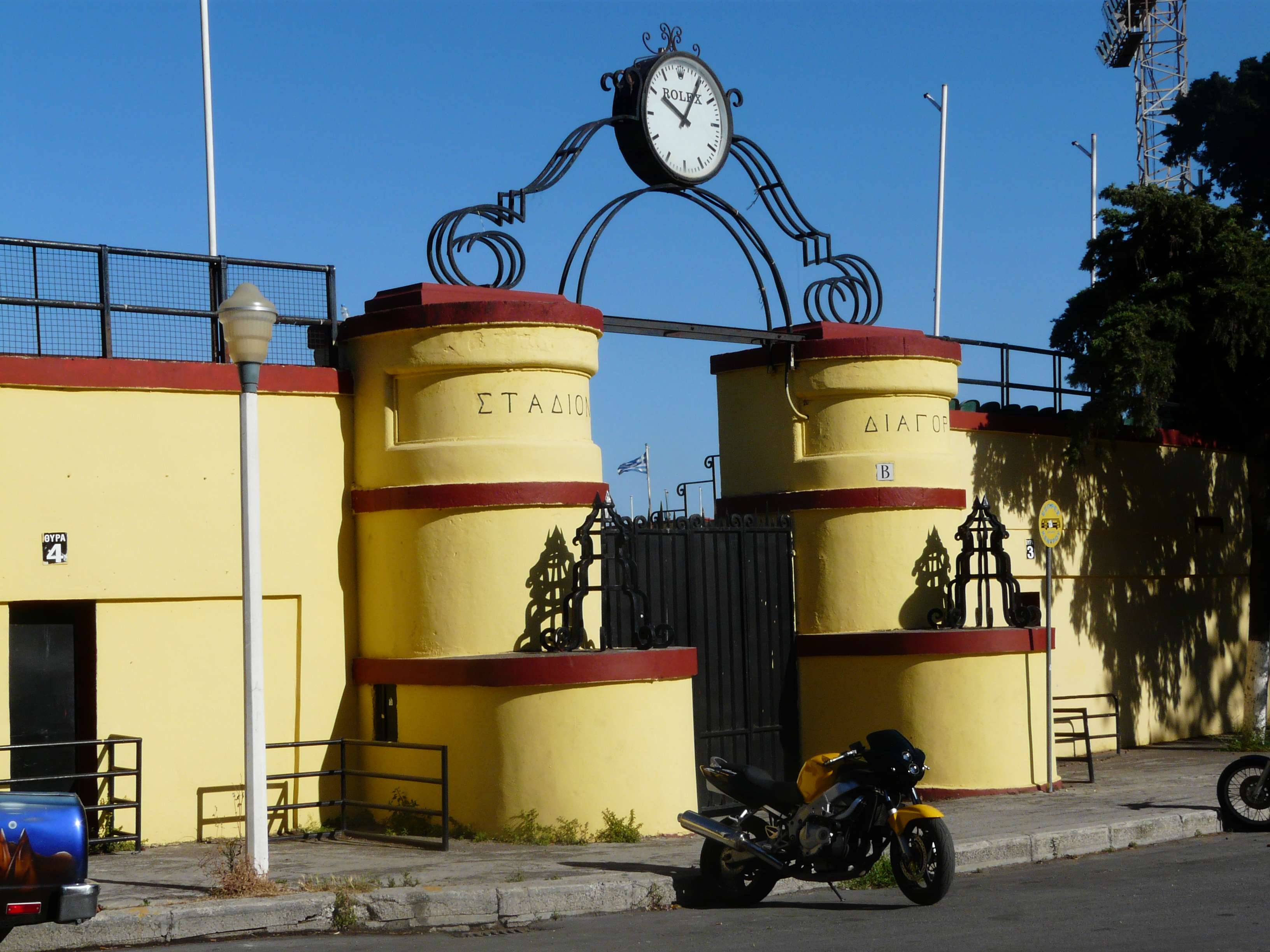
Rodi, Stadio Diagoras
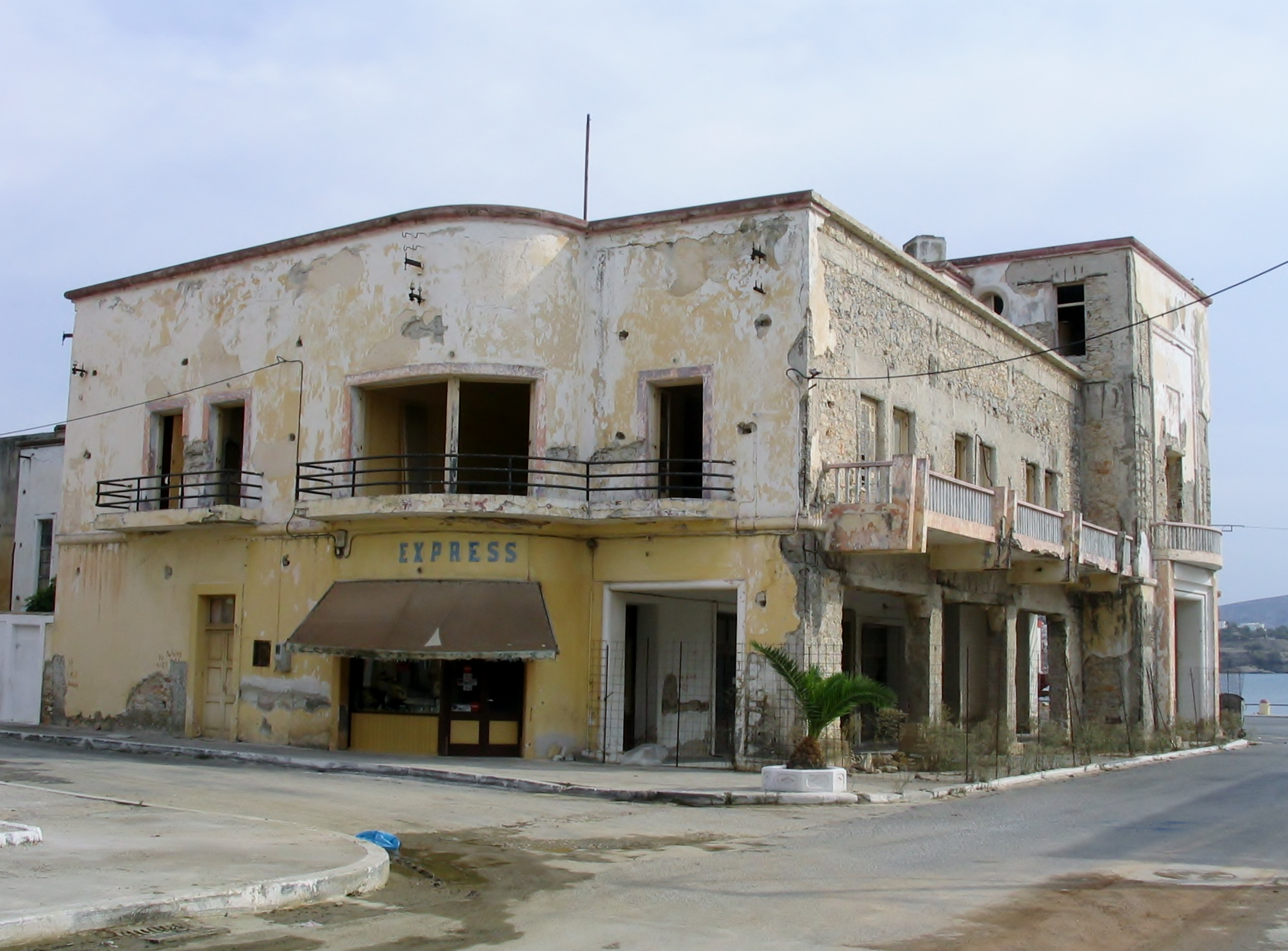
Portolago, Albergo Roma (stato 2005)
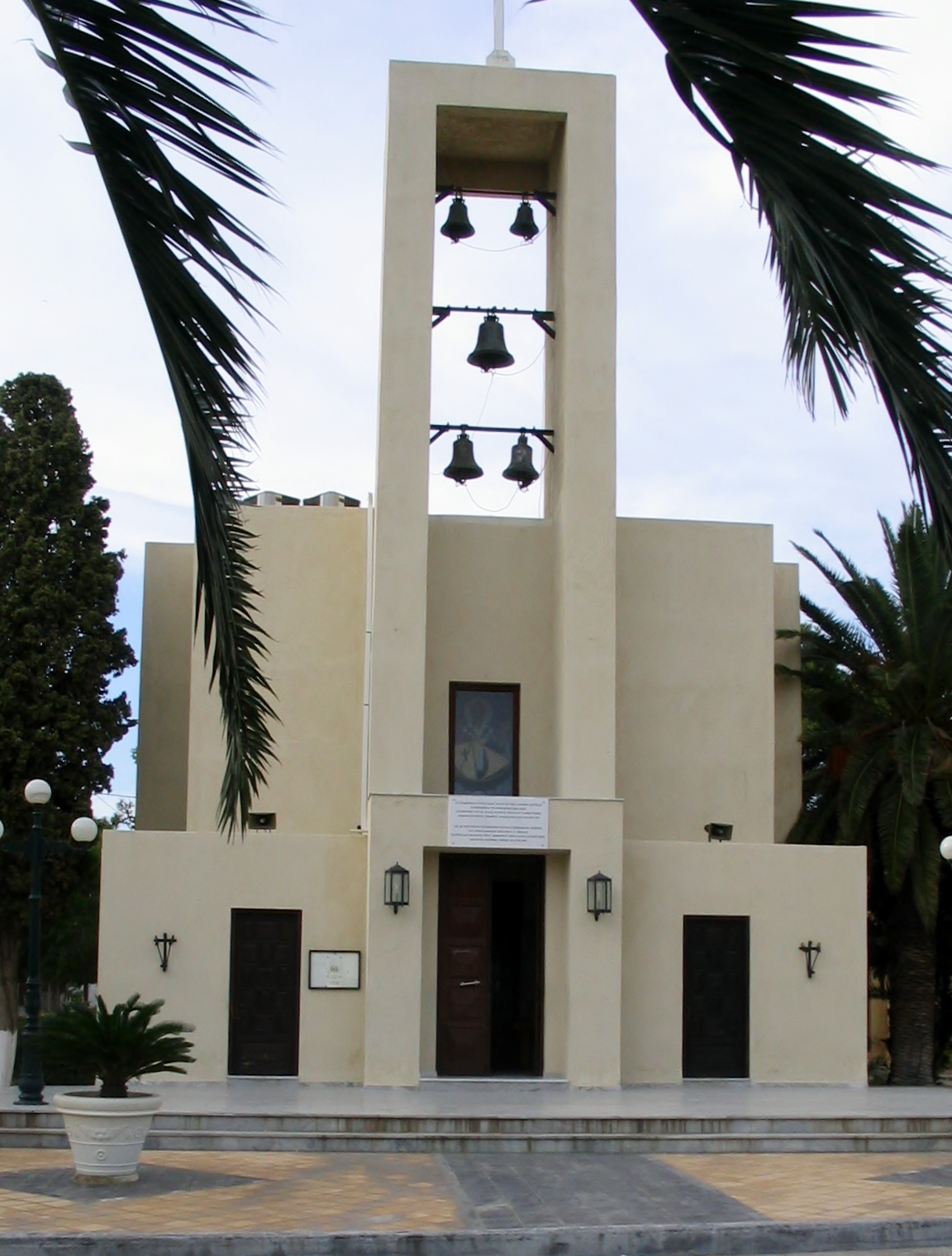
Portolago, Chiesa di San Francesco (oggi San Nicola)
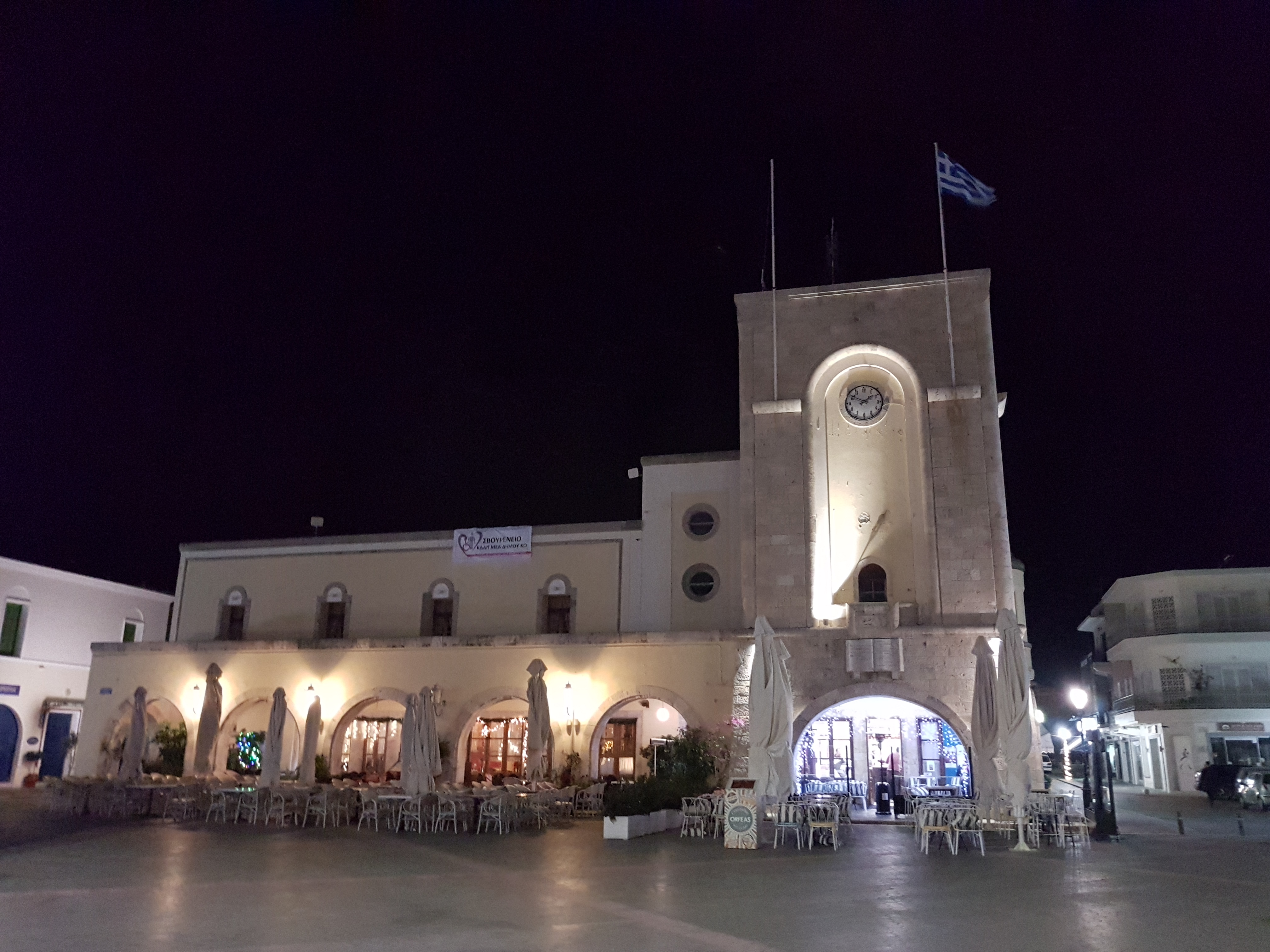
Coo, Casa del Fascio